# Січень 2001
Січень 2001 — перший місяць 2001 року, що розпочався в понеділок 1 січня та закінчився у середу 31 січня.

## Події
- 15 січня — з'являється Вікіпедія — онлайн вікі енциклопедія.
- 24 січня — 6-та церемонія вручення Премії Люм'єр.
- 26 січня — літак Douglas DC-3 розбився неподалік від Сьюдад-Болівар, Венесуела. Загинуло 24 людини.